# Sengsengebirge
Das Sengsengebirge ist ein nach Norden vorgeschobenes Faltengebirge der Oberösterreichischen Voralpen und wird den Nördlichen Kalkalpen zugerechnet. Das stark verkarstete Gebirge besteht vorwiegend aus Wettersteinkalk, entwässert größtenteils unterirdisch und ist von mehreren großen Höhlen durchzogen, darunter der Klarahöhle mit über 31 Kilometern Länge. Die höchste Erhebung ist mit 1963 m ü. A. der Hohe Nock. Seit 1976 ist ein Großteil des Sengsengebirges Naturschutzgebiet und seit 1997 in den Nationalpark Kalkalpen integriert.
Der Name lässt sich auf die im Mittelalter einsetzende großflächige Nutzung seiner Wälder durch Sensenschmieden zurückführen, von denen heute nur wenige erhalten sind. Die Bauern der Region nutzten die herrschaftlichen Wälder, welche heute größtenteils von den Österreichischen Bundesforsten bewirtschaftet werden, für die Herstellung von Holzkohle. Bis ins 19. Jahrhundert diente eine Vielzahl von Bergweiden der Almwirtschaft. Touristisch wurde das Sengsengebirge Anfang des 20. Jahrhunderts erschlossen und bietet vielfältige Möglichkeiten für Wander-, Schneeschuh- und Skitouren sowie einige Kletterrouten.

## Geographie
Das Sengsengebirge besitzt eine maximale Ausdehnung zwischen der Steyr im Westen und der Krummen Steyrling im Osten von 20 km und von Nord nach Süd von 6 km; es umfasst eine Gesamtfläche von etwa 75 km².
Die Westgrenze bildet das obere Steyrtal bei Klaus an der Pyhrnbahn und St. Pankraz. Südlich der Einmündung des Hinteren Rettenbachs in die Teichl bis zum Haslersgatter 1154 m ü. A. schließt das Windischgarstner Becken an. Die Krumme Steyrling bis Bodinggraben bildet die Ostgrenze und trennt das Sengsengebirge vom Reichraminger Hintergebirge. Die Nordgrenze verläuft von Bodinggraben über den Schießplatz Ramsau-Molln bis zur Steyr.
Verwaltungsmäßig befindet sich das Sengsengebirge zur Gänze im Bezirk Kirchdorf. Anteil am Sengsengebirge haben (alphabetisch geordnet) die Gemeinden Molln, Rosenau am Hengstpaß, Roßleithen und St. Pankraz.
Im Süden verläuft im Steyr- und im Teichtal die Pyhrn Autobahn, und das Sengsengebirge ist über die Anschlüsse bei St. Pankraz und Roßleithen erschlossen. Parallel zur A9 verläuft die Pyhrnpass Straße. In St. Pankraz und Roßleithen existieren Haltestellen der Pyhrnbahn. Im Norden befindet sich die Steyrtal Straße und das Gebiet kann über den Talort Molln, wo sich auch das Nationalparkzentrum befindet, erreicht werden.

### Geomorphologie

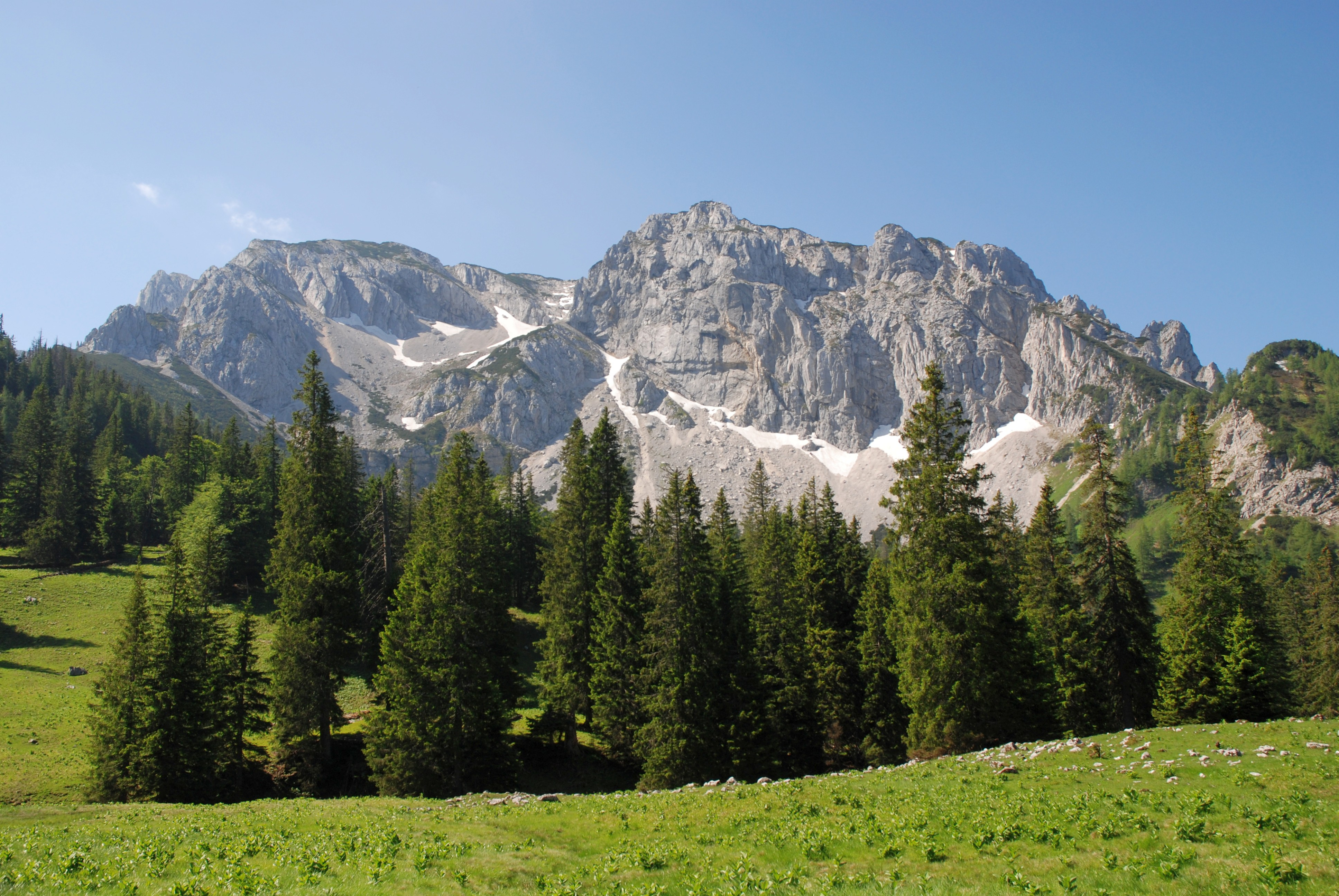
Blick auf die Nordabstürze der Seehagelmauer, die steil zur Feichtau abfällt

Typisch für das Sengsengebirge ist die durch den steilen Schichtbau bedingte ausgeprägte Kettenform. Die Nordabstürze sind sehr steil, felsig und erreichen Wandhöhen von bis zu 600 Metern. Die Südhänge sind weniger exponiert und teilweise durch sekundäre Plateaus unterbrochen. Zwischen Spering im Westen und Rohrauer Größtenberg im Osten weist das Gebirge einen gratartigen Charakter auf, der sich erst ab dem Rottalsattel verliert, wo sich das Gebirge zu einem kleinen Plateau weitet. In der breiten Kuppenlandschaft um den Hohen Nock und den Gamsplan (1700 m ü. A. – 1900 m ü. A.) und in den schüsselförmig südwestwärts absinkenden Karen oder Gruben (1300 m ü. A. – 1500 m ü. A.) ist eine alpine Karren- und Dolinenlandschaft ausgebildet. Zwischen Rettenbacher Höhe und Koppenalm bilden die Knödelböden (auch Knodelboden) eine langgezogene Uvala. Die Untergrenze des Karren- und Dolinenphänomens kann generell mit rund 1200 m ü. A. angegeben werden.

### Gipfel
| Gipfel               | Höhe |
| -------------------- | ---- |
| Spering              | 1605 |
| Schillereck          | 1748 |
| Hochsengs            | 1838 |
| Gamskogel            | 1710 |
| Rohrauer Größtenberg | 1810 |
| Hoher Nock           | 1963 |
| Gamsplan             | 1902 |
| Mayrwipfl            | 1736 |
| Steyreck             | 1592 |

## Geologie

### Tektonik

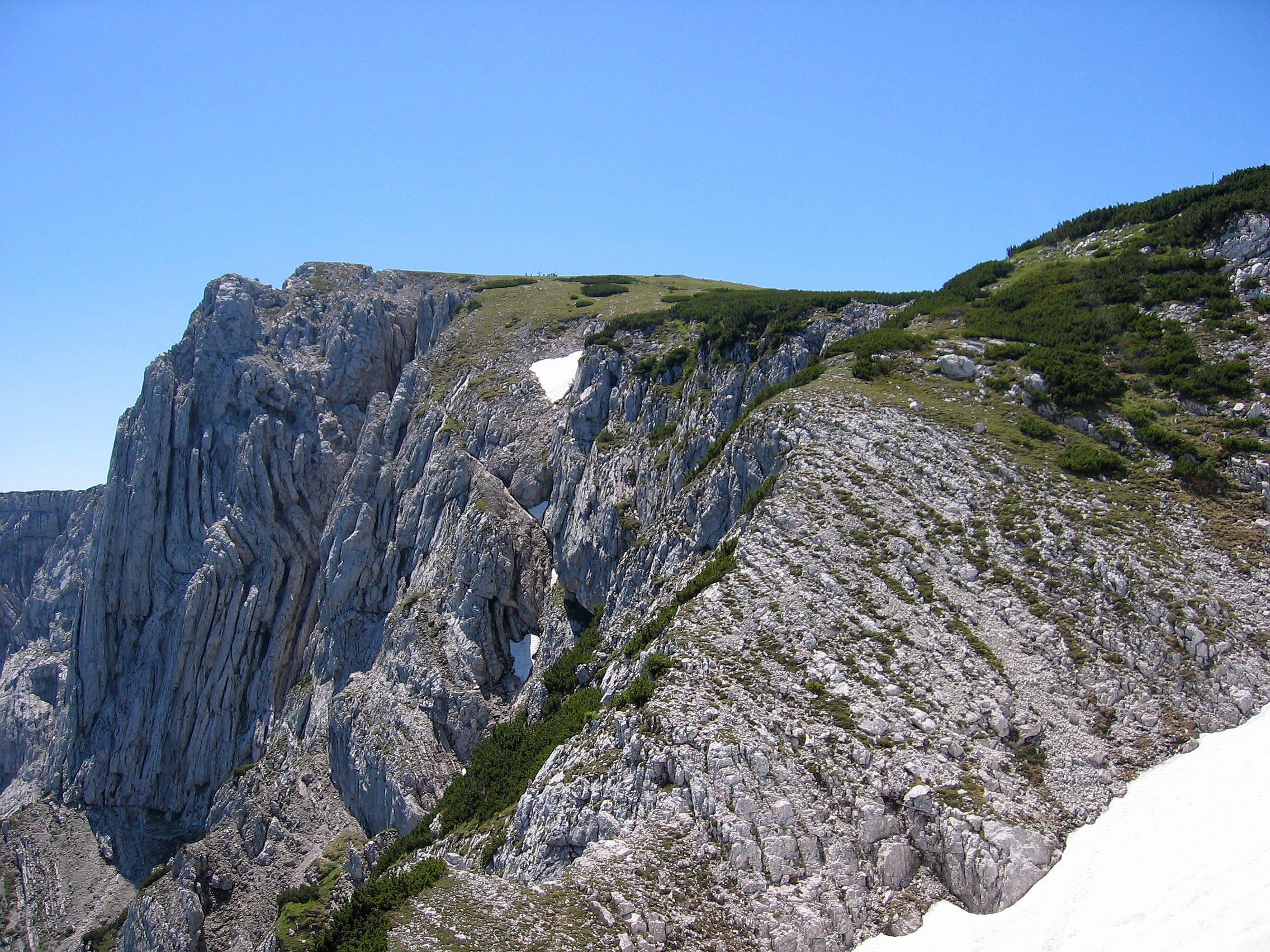
Senkrecht stehender Wettersteinkalk des Nockpfeilers am Nordrand des Sengsengebirges

Tektonisch ist das Sengsengebirge eine mächtige, nach Norden gekippte (nordvergente) Antiklinale der Staufen-Höllengebirgs-Decke, die zur Tirolischen Deckeneinheit (Tirolikum) gehört, wobei im Süden der Hangendschenkel mit einem Winkel zwischen 30 und 40 Grad ansteigt und sich bis zum Sengsengebirgs-Nordrand allmählich in eine saigere bis leicht überkippte Schichtstellung dreht. Unmittelbar nördlich befindet sich die Grenze zur Reichraminger Decke des Bajuvarikums, welche beim tirolischen Deckenvorstoß teilweise überschoben wurde.

### Lithostratigraphie
In ihrem zentralen Teil besteht die Höllengebirgsdecke fast ausschließlich aus Wettersteinkalk, der vom Anisium bis zum frühen Karnium der Trias vor etwa 247 bis 235 Millionen Jahren aufgebaut wurde. Im Gegensatz zum senkrecht stehenden Wettersteinkalk des Nordrands, wo dessen Deckschichten abgeplatzt sind, findet sich am Gebirgsfuß im Süden teilweise die lithostratigraphisch ursprüngliche Abfolge der Schichten wieder. Es sind dies die Lunz-Formation, Opponitz-Formation und Hauptdolomit. Der Hauptdolomit, der vor allem in der Reichraminger Decke vorkommt, lagerte sich während des späten Karniums und des Noriums vor etwa 235 bis 208 Millionen Jahren ab.

### Ehemalige Vergletscherung
Das Sengsengebirge war während der Eiszeiten teilweise vergletschert, wobei das Plateau um den Hohen Nock eisfrei war und die neogene Altlandschaft erhalten blieb. An den Nordflanken bildeten sich jedoch Gletscher, deren Nährgebiet wohl unter den steilen Nordabfällen zwischen Schillereck, Hochsengs und Seehagelmauer lag und sich nach Osten bis unter den Hohen Nock hin fortzog. Es wird angenommen, dass während des Hochglazials dieser „Sengsengebirgs-Gletscher“ in einem Westabschnitt sich wenigstens bis in den Talboden von Hopfing erstreckte. Entsprechende Moränenreste finden sich oberhalb der verfallenen Almfläche Mistleben, an den Feichtauer Seen sowie auf der Hochfläche Feichtau. Die Moränenreste im Hochkar unter dem Hohen Nock gehören zu einem Ostabschnitt, der in das Blöttenbachtal nach Osten abfloss. Südseitig dürfte sich ein kleiner Lokalgletschers gebildet haben, der unter dem Schneeberg nahe dem Hohen Nock entsprang, im Kar zur Koppenalm und weiter über das Budergrabenkar gegen den Rettenbach abfloss.

### Hydrogeologie

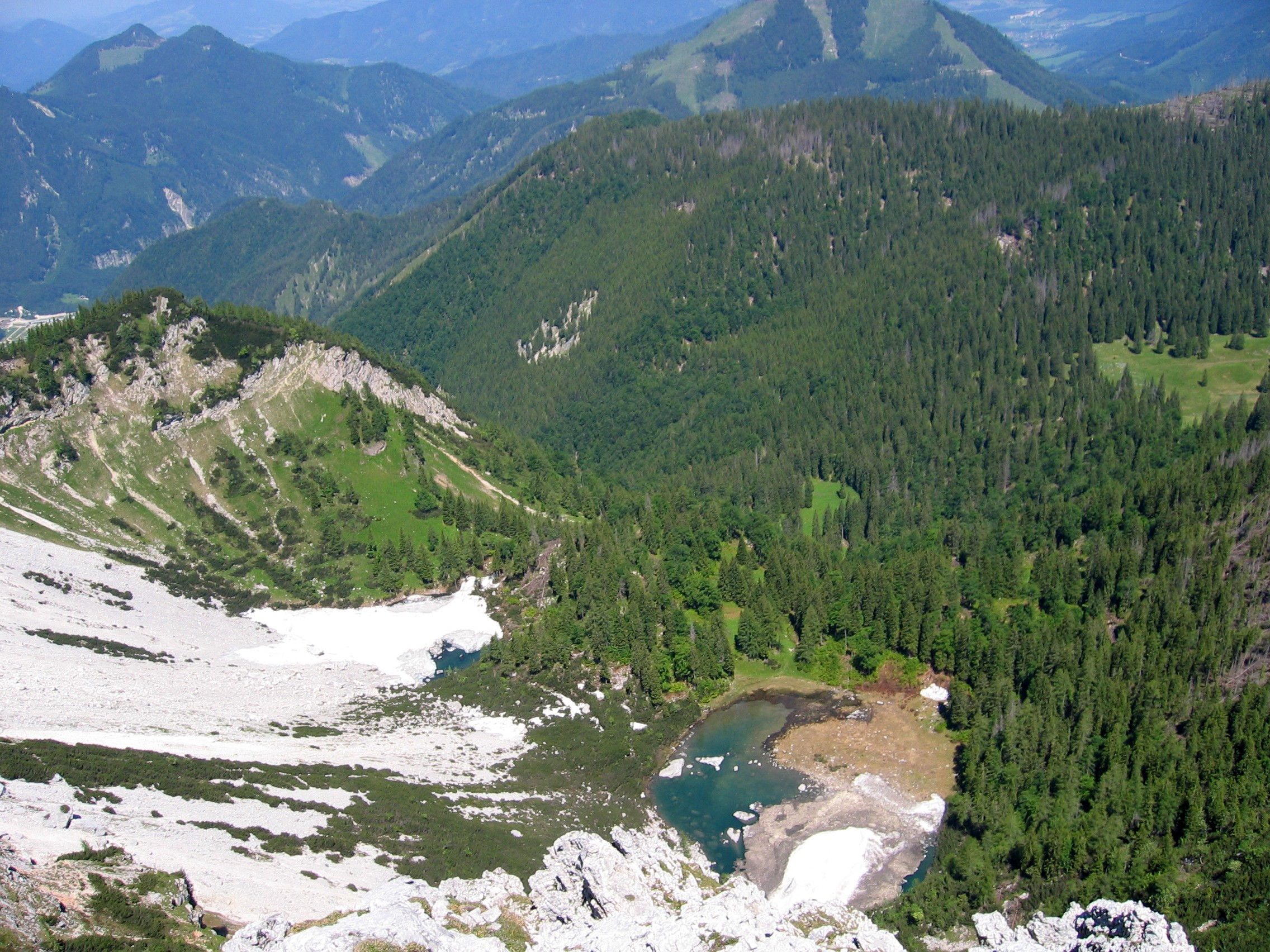
Die Feichtauer Seen sind Relikte der letzten Eiszeit

Der tiefgründig verkarstete Wettersteinkalk entwässert unterirdisch. So befinden sich in den Höhenlagen keine Seen oder Bäche, außer auf wasserstauenden Moränen. Die Entwässerung des Karststockes erfolgt vorwiegend nach Süden über die zwei Karstriesenquellen von Vorderem Rettenbach (Teufelskirche) mit einer mittleren Schüttung von 1028 l/s und Hinterem Rettenbach mit einer mittleren Schüttung von 1100 l/s. Das Merkensteinbründl am Hang des Gamsplan stellt mit 1610 m ü. A. den höchstgelegenen Quellaustritt des Sengsengebirges dar. Im Sengsengebirge liegen nur wenige kleine Stillgewässer, zu erwähnen sind die beiden Feichtauer Seen, die auf 1400 m ü. A. Höhe nördlich unterhalb der Seehagelmauer liegen. Der kleinere See besitzt weder Zu- noch Abfluss und ist als Weiher klassifiziert. Der größere der beiden Feichtauer Seen wird von einer auf 1510 m ü. A. Seehöhe austretenden perennierenden Quelle gespeist. Das Wasser der für die Höhenlage kräftigen beiden Quelläste dürfte aus den Rauhwacken der hier wandbildenden Lunzer Schichten kommen. Östlich der Feichtauer Seen liegt der Herzerlsee, ein Moorsee.

### Höhlen
Der gut verkarstungsfähige Wettersteinkalk bietet im Zusammenwirken mit dem übrigen Trennflächengefüge günstige Voraussetzungen für die Höhlenbildung. Mit Stand 2019 sind in der Katastergruppe 1651 (Sengsengebirge) des Österreichischen Höhlenverzeichnisses 77 Höhlen eingetragen. Die meisten Höhleneingänge liegen zwischen einer Höhe von 1300 m ü. A. bis 1600 m ü. A. Es handelt sich meist um schachtartige Höhlen, nur wenige weisen eine ausgeprägte Horizontalerstreckung auf. Mit einer vermessenen Länge von 31.086 m ist die Klarahöhle (Kat.Nr. 1651/xx) die längste Höhle im Sengsengebirge und die elftlängste Höhle Österreichs. Unterhalb der Rettenbachhöhle (Kat.Nr. 1651/1), dem sogenannten Teufelsloch, entspringt der Hintere Rettenbach. Bekannt ist ebenfalls die Eiskapelle im Steyreck (Kat.Nr. 1651/3). Mit dem Kraterschacht (Kat.Nr. 1651/24) befindet sich im Sengsengebirge auch eine bedeutende Eishöhle, deren mächtige Höhleneisvorkommen Gegenstand wissenschaftlicher Untersuchungen sind.
| Name            | Kat.-Nr. | Vermessungslänge [m] | Vertikalerstreckung [m] |
| --------------- | -------- | -------------------- | ----------------------- |
| Klarahöhle      | 1651/xx  | 31.086               | 482                     |
| Bullenschacht   | 1651/40  | 1.649                | 208                     |
| Kohlenrutsche   | 1651/39  | 1.430                | 116                     |
| Rettenbachhöhle | 1651/1   | 1.348                | 130                     |
| Kraterschacht   | 1651/24  | 709                  | 247                     |

## Klima

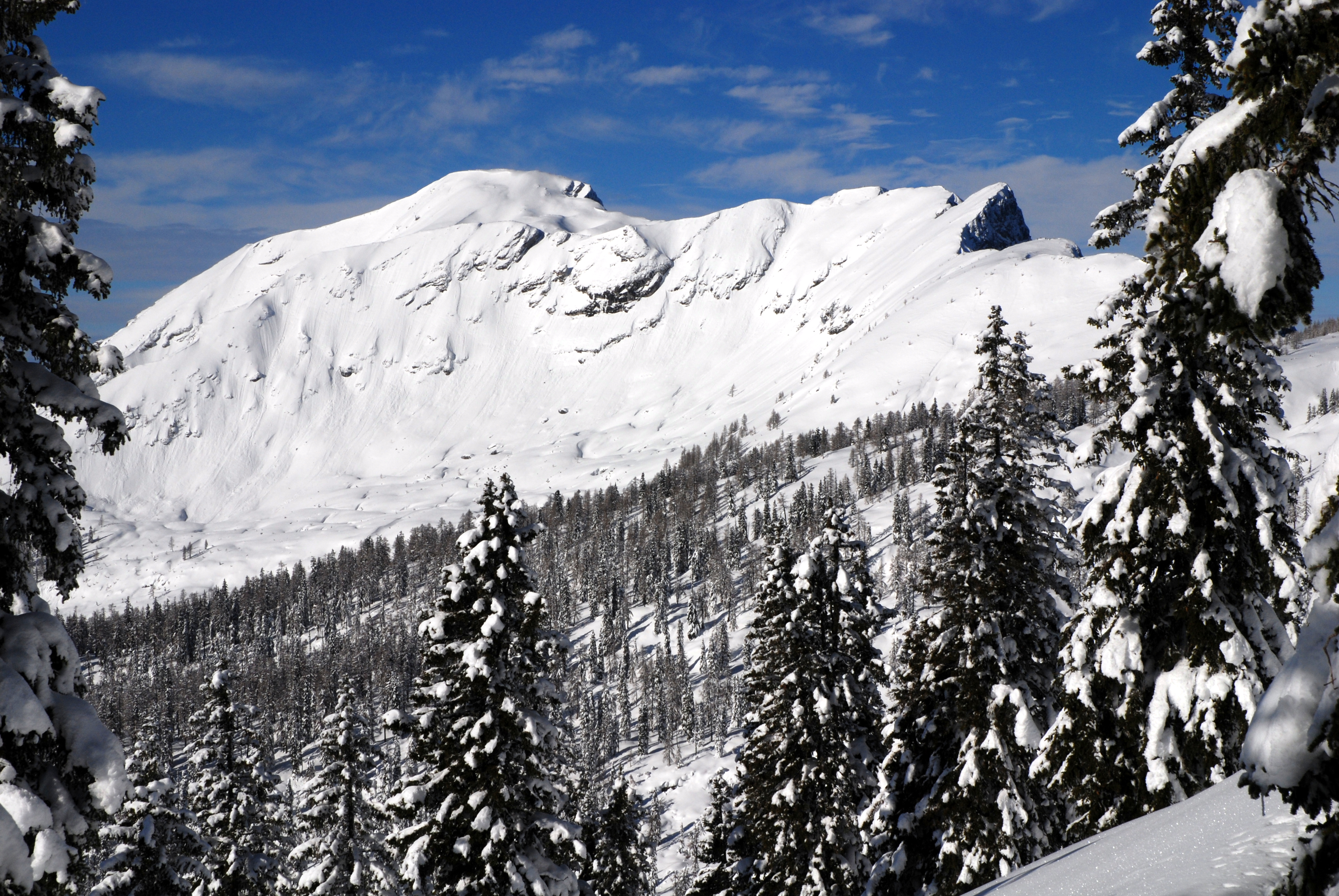
Schneebedeckter Hauptkamm des Sengsengebirges mit Hohem Nock und vorgelagertem Gamsplan (Blick vom Mayrwipfl, Jänner 2013)

Im Rahmen der Forschungstätigkeit im Nationalpark Kalkalpen wurden seit 1993 rund 43 Klimastationen eingerichtet. Davon liegen einige im Sengsengebirge, wie die Messstationen auf der Kogleralm (südseitig) und der Feichtaualm (nordseitig). Die Klimadaten zeigen eine für die Gebirge der Nördlichen Kalkalpen typische Temperatur- und Niederschlagsverteilung: kühle und niederschlagsreiche Sommer und niederschlagsarme Winter. Die Jahresniederschläge bewegen sich in einer Größenordnung von 1200 bis knapp 2100 mm, wobei der Niederschlag kontinuierlich mit der Seehöhe zunimmt. Maximalwerte werden im Bereich Rohrauer Größtenberg und Hoher Nock erreicht. In freien höher gelegenen Bereichen dominieren West- und Nordwestwinde, die häufig mit Niederschlag einhergehen. Bedingt durch den oftmaligen Wolkenstau am Kalkalpen-Nordrand fällt im Bereich des Hauptkammes über dem Hopfingboden für die Höhenlage überdurchschnittlich viel Schnee. Auf der Feichtaualm (1350 m ü. A.) kann die Schneebedeckung auf eine durchschnittliche Dauer von 174 Tagen geschätzt werden. Schneehöhen von drei Metern sind keine Seltenheit. Die Südseite profitiert bei Nordstaulage oftmals von deutlich besserem Wetter und weist auch geringere Niederschlagsmengen als die Nordseite auf. Durch die Höhendifferenz von etwa 1500 Metern ergeben sich markante Temperaturunterschiede zwischen den Tallagen und den Gipfelregionen des Sengsengebirges. Die durchschnittliche Jahrestemperatur beträgt am Südfuß etwa 8,6 – 10,0 °C, während am Gipfel des Hohen Nock die Jahresdurchschnittstemperatur 1 °C nicht überschreitet.
|                        | Jan  | Feb  | Mär  | Apr | Mai | Jun  | Jul  | Aug  | Sep | Okt | Nov | Dez  |   |     |
| Mittl. Temperatur (°C) | −3,0 | −3,0 | −0,4 | 3,2 | 8,0 | 11,4 | 12,8 | 13,1 | 9,1 | 5,8 | 1,6 | −1,8 | ⌀ | 4,8 |

|  |

|  |

|  |

|  |

|  |

|  |

|  |

|  |

|  |

|  |

|  |

|  |

|  |

|  |

|  |

|  |

|  |

|  |

|  |

|  |

|  |

|  |

|  |

|  |

## Flora und Vegetation

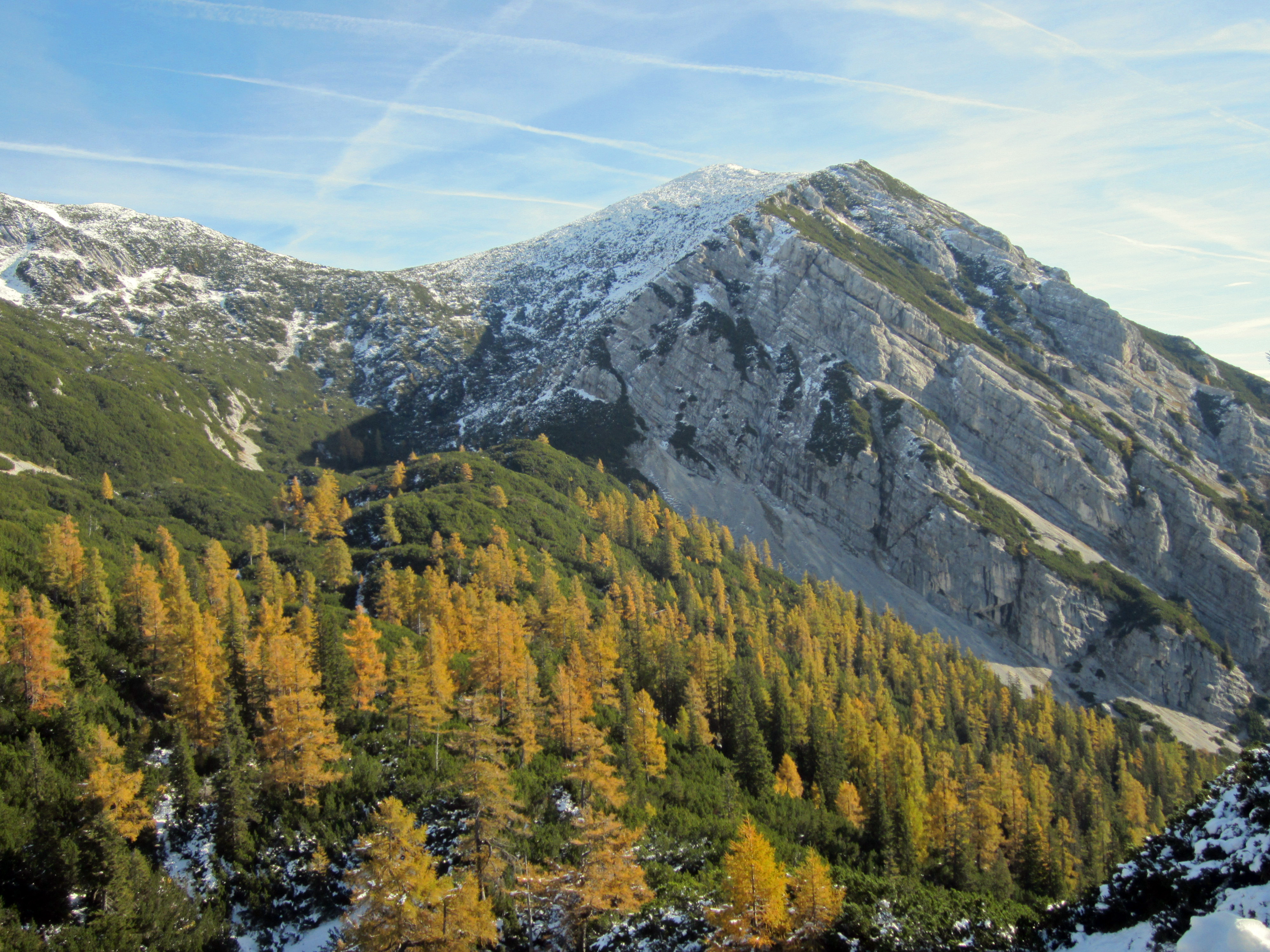
Die Lärche bildet die Waldgrenze. Darüber ausgedehnte Felder der Bergkiefer. Im Hintergrund der Gamsplan, Sengsengebirge

Bei den Waldgesellschaften dominieren an den Flanken des Sengsengebirge Fichten- und Rotbuchenwälder. Die Fichte (Picea abies) bildet mit etwa 45 % den Hauptteil des Baumbestandes. Ihre breite ökologische Potenz hinsichtlich der Boden- und Wasserhaushaltsansprüche ermöglicht ihr ein Vorkommen in allen Waldgesellschaften. Sie wächst südseitig auf abschüssigen, trockenen Kalkplatten ebenso wie an der Nordseite rund um die Feichtauer Seen.
Die Buche (Fagus sylvatica) ist mit etwa 30 % im Gebiet vertreten. Sie bildet vor allem an der Nordabdachung ausgedehnte Bereiche. Die Europäische Lärche (Larix decidua) prägt die höheren Lagen bis 1500 m ü. A., wo sie die Waldgrenze bildet. Je nach Standort gibt es auch Weiß-Tannen (Abies alba), Waldkiefern (Pinus sylvestris), Gemeine Eschen (Fraxinus excelsior) und Berg-Ahorne (Acer pseudoplatanus).
Die Gesellschaft der Bergkiefer (Pinus mugo) dominiert die Höhenlagen. An den Südhängen zieht sie in den Gräben bis auf 600 m ü. A. tief hinunter, wie zum Beispiel im Schröcksteingraben. Andererseits steigt sie bis in die Gipfelregion des Hohen Nock und lässt nur extreme Fels- und Windzonen frei. An windexponierten und im Winter teilweise abgeblasenen Lagen bilden sich alpine Rasen, in denen vor allem die Horst-Segge (Carex sempervirens) und das Kalk-Blaugras (Sesleria varia) dominieren. Im Norden des Großen Feichtausee liegt ein kleines Fichtenhochmoor. Im Bereich der Mayralm liegen zwei Moore. Der Eisboden ist ein Versumpfungsmoor, der Vorderanger ein Verlandungsmoor. Im Vorderanger wächst das in Oberösterreich sehr seltene Scheuchzers Wollgras (Eriophorum scheuchzeri).
Der Großteil der endemischen Pflanzenarten der Nordostalpen wächst im Sengsengebirge. Als Auswahl seien erwähnt:
- Krainer Kratzdistel (Cirsium carniolicum)
- Kerner-Lungenkraut (Pulmonaria kerneri)
- Anemonen-Schmuckblume (Callianthemum anemonoides)
- Traunsee-Labkraut (Galium truniacum)
- Österreichische Wolfsmilch (Euphorbia austriaca)

## Fauna
Das Sengsengebirge ist reich an Wildarten. Rehe (Capreolus capreolus), Rothirsche (Cervus elaphus) und Gämsen (Rupicapra rupicapra) sind in bedeutenden Populationen vorhanden; auch Schneehasen (Lepus timidus) leben im Gebiet. Von den Raubtieren (Carnivora) sind Eurasischer Luchs (Lynx lynx), Stein- (Martes foina) und Baummarder (Martes martes) sowie Rotfuchs (Vulpes vulpes) vorhanden. Der Braunbär (Ursus arctos) konnte seit 2004 nicht mehr nachgewiesen werden. Als Neozoon ist der Waschbär (Procyon lotor) im Sengsengebirge verbreitet.
Alpendohlen (Pyrrhocorax graculus) und Kolkraben (Corvus corax) sind häufig anzutreffen. Mit Alpenschneehuhn (Lagopus muta), Birkhuhn (Lyrurus tetrix), Haselhuhn (Tetrastes bonasia) und Auerhuhn (Tetrao urogallus) sind vier Raufußhuhnarten im Gebiet heimisch. Das Sengsengebirge ist mit zwei bis drei Brutpaaren auch Verbreitungsgebiet des Steinadlers (Aquila chrysaetos). Für den Alpensalamander (Salamandra atra) sind die alpinen Matten oberhalb der Baumgrenze von Bedeutung. Von den Reptilienarten sind Kreuzotter (Vipera berus) und Bergeidechse (Zootoca vivipara) weiter verbreitet. In der Rettenbachhöhle und in der Klarahöhle wurde der Höhlenlaufkäfer Arctaphaenops muellneri nachgewiesen, ein Endemit des Sengsen- und Reichraminger Hintergebirges.
Für viele Tiere der alpinen Regionen bildet das Sengsengebirge zusammen mit dem Höllengebirge die Nordgrenze ihrer Verbreitungsareale in Oberösterreich. Dies gilt für den Alpensalamander ebenso wie für den Steinadler und die Alpendohle.

## Geschichte

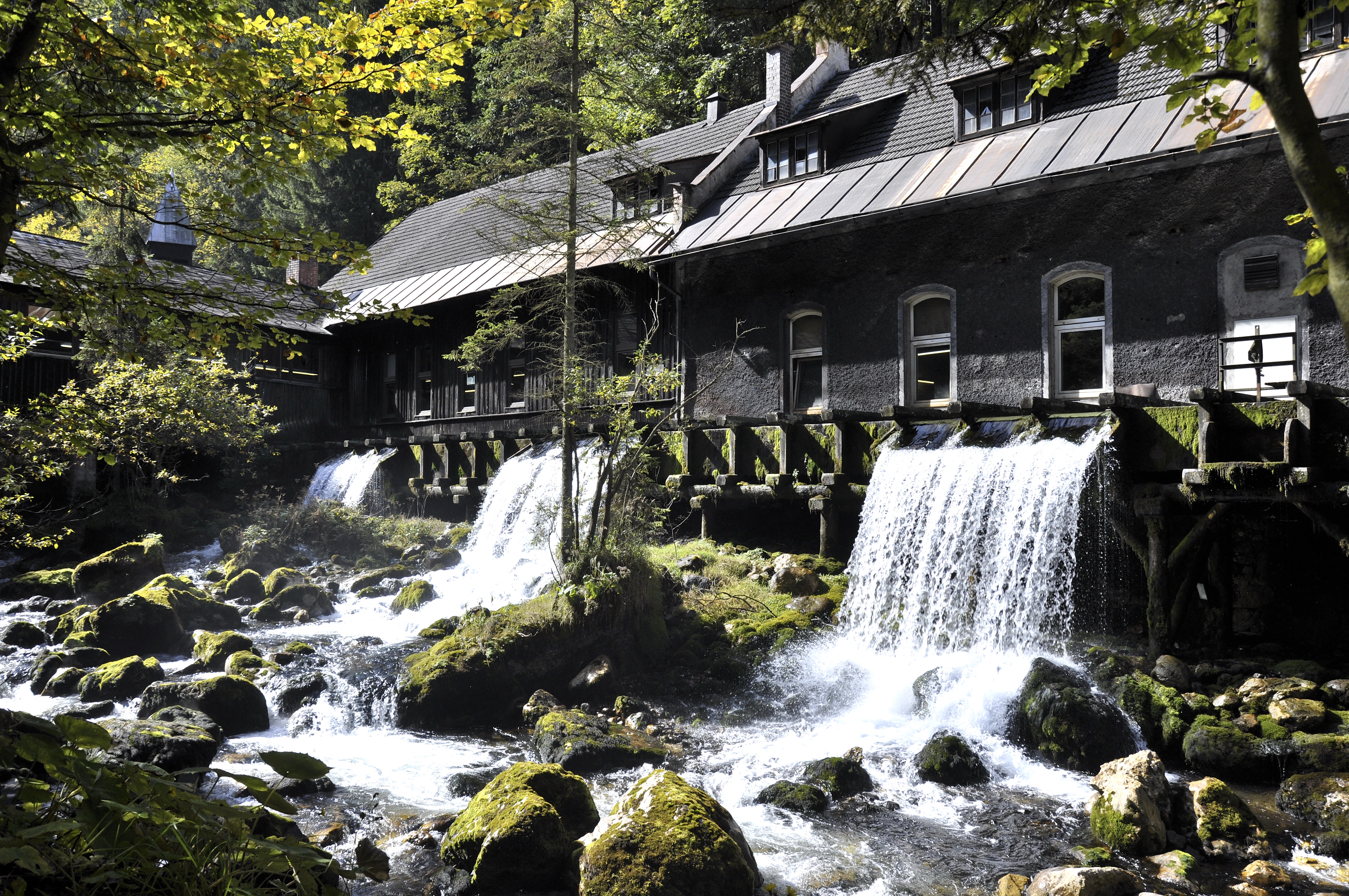
Das Sensenwerk Franz de Paul Schröckenfux in Roßleithen wurde 1540 gegründet und ist einer der ältesten Industriebetriebe Österreichs

Die Bezeichnung Sengsengebirge lässt sich von der im Mittelalter einsetzenden großflächigen Nutzung seiner Wälder durch die Sensenschmieden herleiten. Das Gebirge hieß vorher einfach Langer Berg. Im Umkreis entstanden früher eine Reihe von Sensenbetrieben (Innung in Kirchdorf an der Krems), von denen heute nur sehr wenige erhalten sind. In diesem Zusammenhang ist die Eisenwurzen zu erwähnen, wo seit 2500 Jahren Eisen verhüttet und verarbeitet wird. Die Sensenwerke bezogen die zur Eisenverarbeitung notwendige Holzkohle aus den herrschaftlichen Wäldern und das Kohlebrennen war ein wichtiger Erwerbszweig der Bauern. Jeder Sensenschmiedemeister hatte dafür gewidmete Waldungen und Bauern, die für ihn dort Kohle brannten. Vor zweihundert Jahren war etwa jeder vierte Bauer im Krems-, Steyr- und Teichltal ein „Kohlbauer“. In einem Verlassbrief vom Jahr 1748 überließ Franz Anton von Lamberg dem Sensenschmiedmeister an der Rossleithen, Wolf Leopold Schreckenfux, eine Waldung am „inneren Grestenberg und Steyreck“ zur Nutzung. Die herrschaftlichen Wälder waren demnach an die eisenverarbeitenden Betriebe „verliehen“. Die Dauer einer solchen Verpachtung oder „Verlasses“ war oft zeitlich nicht begrenzt.

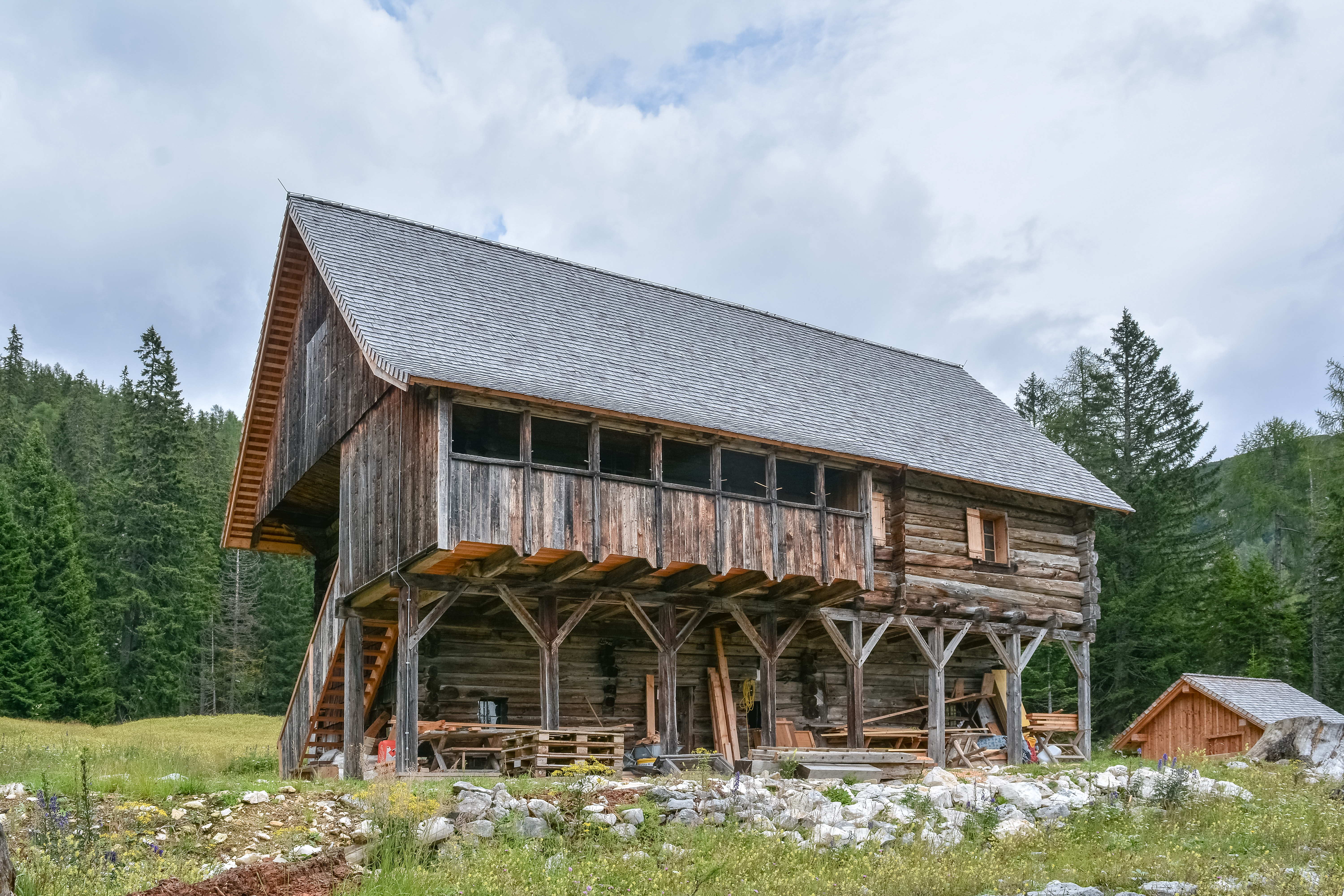
Die Jagdhütte in der Bärnriedlau ist über 300 Jahre alt und steht unter Denkmalschutz

Im Jahr 1666 erwarb Reichsgraf Johann Maximilian von Lamberg das Gebiet zusammen mit der Herrschaft Steyr von Kaiser Leopold I. In der Folge wurden große Teile des Gebietes ausschließlich als Jagdrevier und gräfliches Leibgehege der Familie Lamberg genutzt. Außer der Bewirtschaftung der Almen und der gräflichen Jagd war jede Nutzung und Veränderung verboten. Erst nach dem Tod von Franz Emerich von Lamberg wurde das Jagdrevier mehrmals verpachtet. Der bekannteste Pächter war Franz Ferdinand von Österreich-Este. Die Bärnriedlau war einer der wichtigsten Stützpunkte bei den großen herrschaftlichen Jagden. 1901 wurde die Hütte revitalisiert und ausgebaut. Reitsteige zur Anreise wurden angelegt.
Im Jahr 1938 verkaufte Vollrath Raimund von Lamberg die gesamten Liegenschaften der Herrschaft Lamberg für 3,1 Millionen Reichsmark an das Deutsche Reich. Mit dem Österreichischen Staatsvertrag von 1955 ging ehemaliges Deutsches Eigentum und somit auch die Herrschaft Lamberg und der überwiegende Teil des Sengsengebirges in das Eigentum der Republik Österreich über. Der Rechtsstreit über den Rückstellungsantrag des Grafen Lamberg wurde 1961 mit einem Vergleich und der Zahlung von 800.000 Schilling an dessen Erbin beendet. Seither wird der größte Teil des Sengsengebirges von den Österreichischen Bundesforsten bewirtschaftet.

### Wilderei
Das wildreiche Sengsengebirge zog sowohl Jäger als auch Wilderer an. Die Herrschaft in Steyr erließ bereits 1657 Verordnungen zur Ausrottung der heimlichen Wildbretschützen. Geld- und Freiheitsstrafen standen an der Tagesordnung. Nicht selten kamen auch Folterinstrumente zum Einsatz. Ab 1677 wurde der hölzerne Esel angewandt. Selten eskalierte jedoch das Zusammentreffen von Jägern und Wilderern.
So fand am 29. Oktober 1923 auf der Mayralm ein Zusammenstoß zwischen Jägern, Gendarmen und Wilderern statt, wobei der 33 Jahre alte Jäger Vinzenz Hobel und der Wilderer Johann Farnberger, vulgo Sperl Hans, erschossen wurden. Das Jägerkreuz, eine Inschrift auf einem großen Stein, auf der Mayralm erinnert an dieses Ereignis. In St. Pankraz gab es seit 2000 ein Wilderermuseum, dessen Bestände 2022 in das neugestaltete Wilderer Museum in Molln überführt wurden.

### Almwirtschaft

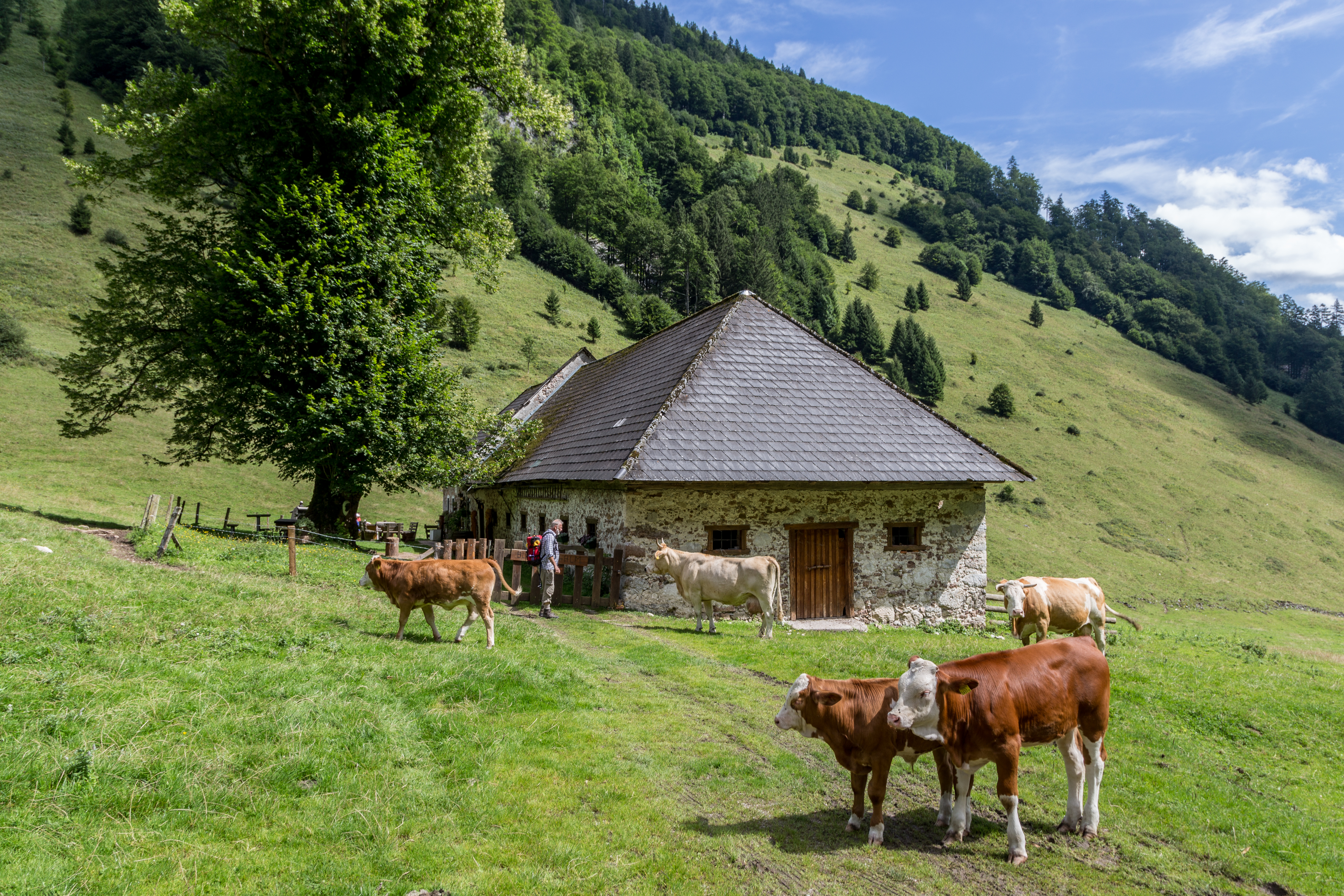
Weidevieh auf der Blumauer Alm

Eine große Anzahl von Almen diente der Almwirtschaft, deren Bedeutung bereits im 19. Jahrhundert stark zurückgegangen ist. Flurnamen wie Haidenalm und Kühböden deuten auf die seinerzeit größere Verbreitung hin, und zahlreiche Grundmauern verfallener Hütten erinnern daran. Im Bereich der Großmulden zwischen 1200 m ü. A. und 1400 m ü. A., an der Südseite des Sengsengebirges, bestanden bis 1862 neun Almen: Kaltwasser, Fotzen, Pernkopf, Kogler, Brettstein, Bärnriedelau, Koppen, Rettenbach-Hüttstatt, Gyrer (Gierer). Aus Weideakten geht hervor, dass bis 1862 in diesem Gebiet Weiderechte für 200 Stück Hornvieh, 220 Schafe und 90 Geißen bestanden haben. Diese Zahlen wurden bei den Regulierungen 1862 allgemein reduziert und 1882 erfolgte die Ablösung von Weiderechten für mindestens 108 Stück Hornvieh, 90 Schafe und 70 Geißen. Aufgrund der für das natürliche Gleichgewicht zu hohen Viehzahl kam es auf den Almböden zu Degenerationserscheinungen bis hin zur Verkarstung. Die Wasserversorgung wurde zunehmend schwierig und die Auftriebszahlen sanken. Zu den gegenwärtig (2023) noch bewirtschafteten, großen Almen zählen die Feichtaualm und die Blumauer Alm im nördlichen Sengsengebirge sowie die Rumpelmayr Reit am Ostende des Gebirges. Das Servitutsrecht für die Feichtaualm umfasst 95 Hektar Weidefläche mit einem Auftriebsrecht für 104 Stück Hornvieh.

## Siedlungen und Landwirtschaft
Im Sengsengebirge sind nur kleinflächige Ansiedlungen angelegt. Dauerhaft bewohnte Siedlungen befinden sich am Südfuß des Gebirges. Von West nach Ost sind dies: Pernkopf, Spering, Koppen und Rißriegl. Diese Rodungsinseln sind als Siedlungsraum und Weidegebiete die wesentlichen landwirtschaftlichen Betriebsflächen. Im Gebiet Rißriegler werden im Bereich der Waldweide Schafe aufgetrieben. Weitere offene Wiesenbereiche befinden sich im Südosten des Gemeindegebietes von St. Pankraz (Rohrauer Fichten, Saubachgut und Rohraugut) und dem Spannriegl im Gemeindegebiet von Roßleithen.

## Bergsport

### Wandern

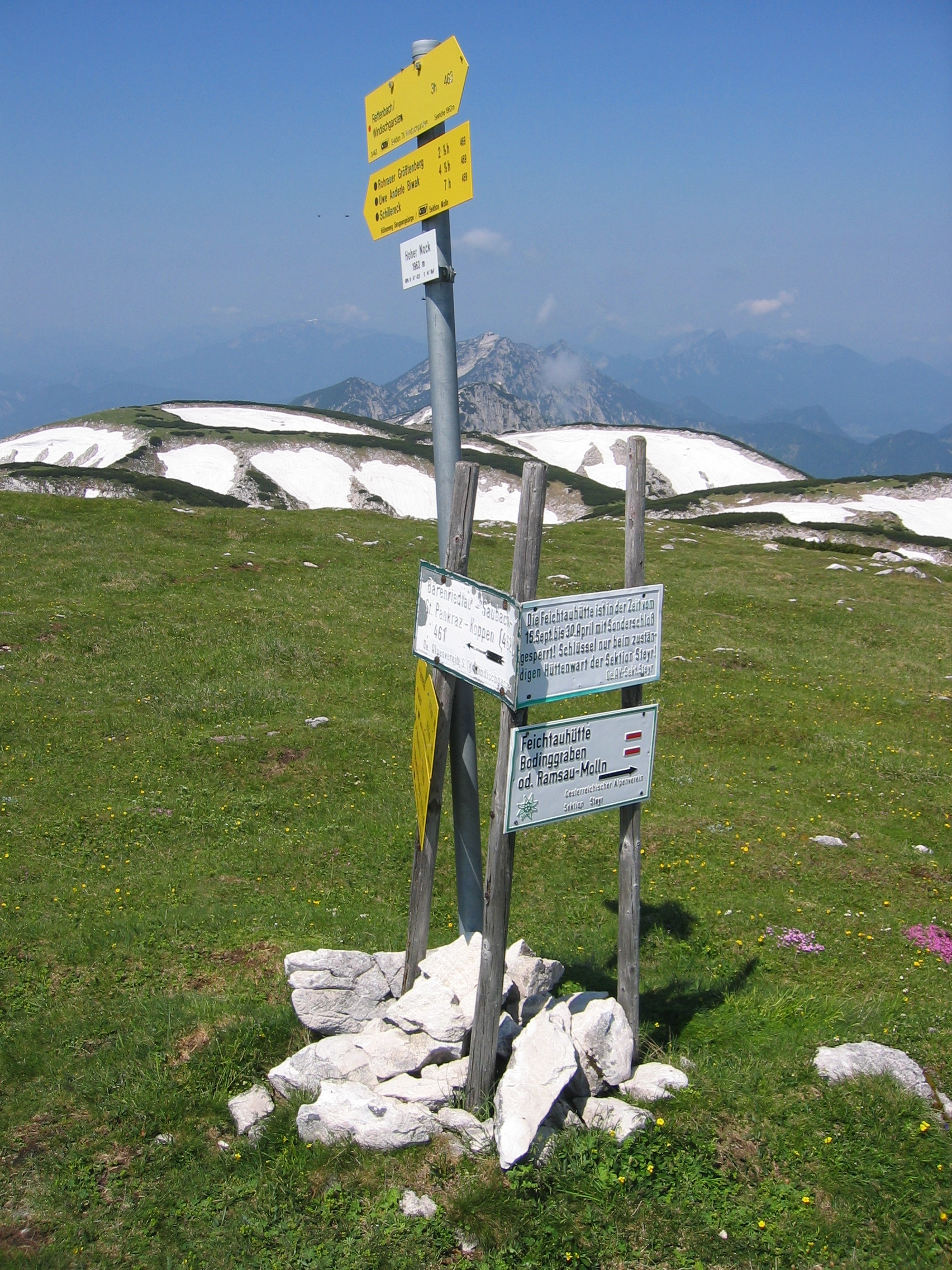
Wegweiser am Hohen Nock, Blick über das Plateau nach Westen

Touristisch wurde das Sengsengebirge mit der Pachtung der Feichtauhütte durch die Alpenvereinssektion Steyr 1921 erschlossen. Der Hohe Nock entwickelte sich zu einem beliebten Bergziel, während die anderen Gipfel kaum besucht wurden. Dies änderte sich erst in den 1970er Jahren mit der Errichtung des Sengsengebirgs-Höhenwegs, wodurch der westliche Abschnitt des Sengsengebirge erschlossen wurde. 1976 wurde zwischen Hochsengs und Gamskogel auf 1583 m ü. A. das Uwe-Anderle-Biwak (Hochsengs-Biwak) der Sektion Molln-Steyrtal errichtet.
Das markierte und beschilderte Wegenetz im Sengsengebirge wird vom Österreichischen Alpenverein gewartet. Der Sengsengebirgs-Höhenweg durchquert das Gebirge von Osten nach Westen. Dieser Weg trägt die Nummer 469 und führt über die Gipfel Schillereck, Hochsengs, Gamskogel, Rohrauer Größtenberg und Hoher Nock, wo er seinen höchsten Punkt findet. Anstiege auf das Gebirge gibt es an der Nord- und Südseite. Die bekanntesten sind:
- Weg 460: Vom Speringbauer zum Sattel Auf der Huttn (Funkstation) unterhalb des Spering
- Weg 461: Von St. Pankraz über die Bärenriedlau zum Hohen Nock
- Weg 463: Budergrabensteig, vom Hinteren Rettenbach zum Hohen Nock
- Weg 465: Vom Klauser Stausee zum Spering
- Weg 466: Von der Feichtau zum Hohen Nock

Entlang des Höhenwegs finden sich keine bewirtschafteten Stützpunkte. Nächtigungsmöglichkeiten befinden sich im Biwak bei der Funkstation unterhalb des Spering sowie im Uwe-Anderle-Biwak. Nördlich der Feichtauer Seen befindet sich die Feichtauhütte, eine Selbstversorgerhütte des Alpenvereins. In der Nähe liegt die privat bewirtschaftete Polzhütte. Im Gebiet östlich des Hohen Nock gibt es keine markierten Wege.

### Wintersport

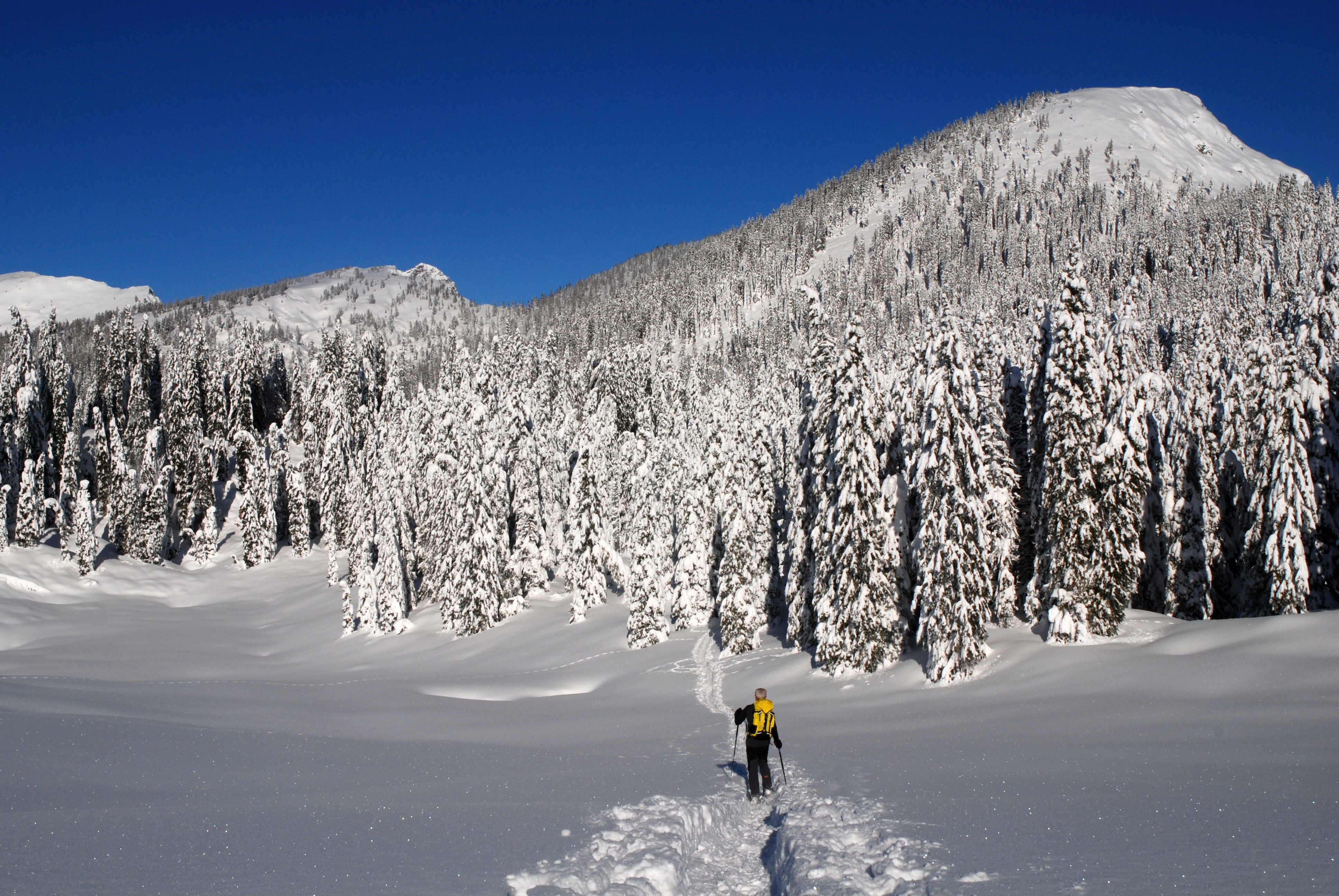
Schneeschuhwanderung zum Mayrwipfl

Das Sengsengebirge ist auch für Schneeschuh- und Skitouren geeignet. Bekannte und in den Karten verzeichnete Skitouren sind etwa:
- Weg 463: Budergrabensteig, vom Hinteren Rettenbach zum Hohen Nock
- Vom Koppengut über den Brettstein zum Rohrauer Größtenberg
- Vom Haslersgatter über die Mayralm zum Mayrwipfl

### Alpinismus
Im Gegensatz zu anderen spektakuläreren Gebirgsgruppen setzte die klettertechnische Erschließung erst spät etwa ab 1910 ein. Vor allem Franz Tham und Adam Döppl gelangen in dieser Zeit schwierige Erstbegehungen an der Nordseite des Hohen Nocks. Heute gibt es am Nockpfeiler im Norden und auf der Nockplatte im Süden einige Kletterrouten bis zum Schwierigkeitsgrad V.

## Naturschutz

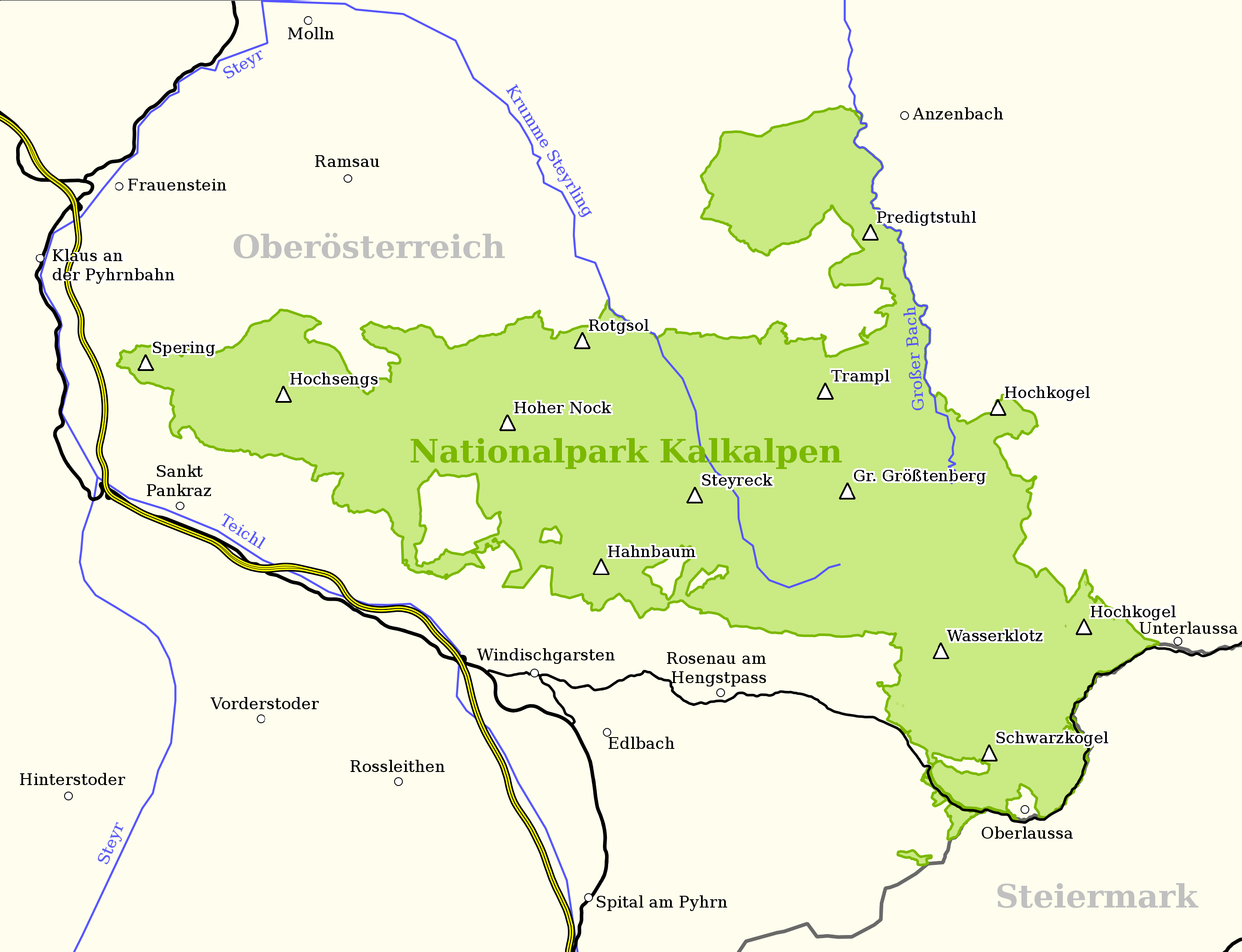
Übersichtskarte Nationalpark Kalkalpen

1976 wurden die zentralen Teile um den engeren Karststock auf 3400 Hektar als Naturschutzgebiet Sengsengebirge ausgewiesen, das 1997 zur Gänze in den Nationalpark Kalkalpen eingegliedert wurde. Heute ist mit Ausnahme südlicher und westlicher Randbereiche das gesamte Gebirge Teil des geschützten Gebiets. Die Rodungsinsel Rießriegl oberhalb des Hinteren Rettenbachtales wird dauerhaft bewohnt und ist vom Nationalpark-Areal ausgenommen. Das Europaschutzgebiet Nationalpark Kalkalpen, 1. Verordnungsabschnitt, etwas größer als der Nationalpark selbst, wurde gemäß FFH- und Vogelschutzrichtlinie als Teil des Netzwerks Natura 2000 nominiert. Weiters erfolgte im Bereich der ursprünglichen Nationalparkfläche auch eine Ausweisung als Ramsargebiet.
Mit der Teufelskirche existiert im Sengsengebirge ein einziges Naturdenkmal.

## Rezeption

### Numismatik und Philatelie
Der Hauptkamm des Sengsengebirges ist auf der 50 Euro-Goldmünze „Im tiefsten Wald“ aus der Serie „Naturschatz Alpen“ abgebildet. Sie wurde am 17. Februar 2021 in einer Auflage von 20.000 Stück ausgegeben.

### Sagen
Der Ursprung der Feichtau-Seen wird in einer Sage erwähnt.

„Auf der Feuchtaueralm im Sengsengebirge lebte eine übermütige Sennerin. Eines Tages mußte sie auf die Suche nach einigen verlaufenen Rindern gehen. Unter dem sogenannten Haltersitz machte sie mit dem Milcheimer in der Hand Rast und fluchte über die Mühen und Beschwerden. Ein Wetter stieg auf und ein Blitz tötete die Sennerin. Auch der Milcheimer war verschwunden. Zwischen den nackten Steinfeldern quellen seither zwei Seen. Kommt einmal durch die aufgehende Flut der Milcheimer wieder zum Vorschein, ist der jüngste Tag nicht mehr weit.
Nach einer anderen Erzählung sollen die Milcheimer im Wunderloch, einem kleinen Teich bei Molln, der unmeßbare Tiefe haben soll, zu Tage treten.“